# 김민형 (희극인)
김민형(1984년 5월 23일 ~ )은 대한민국의 희극 배우이다.

## 학력
- 고려대학교 사회체육학(재학)

## 출연작

### 방송
- 웃음을 찾는 사람들 (SBS)